# Vedete

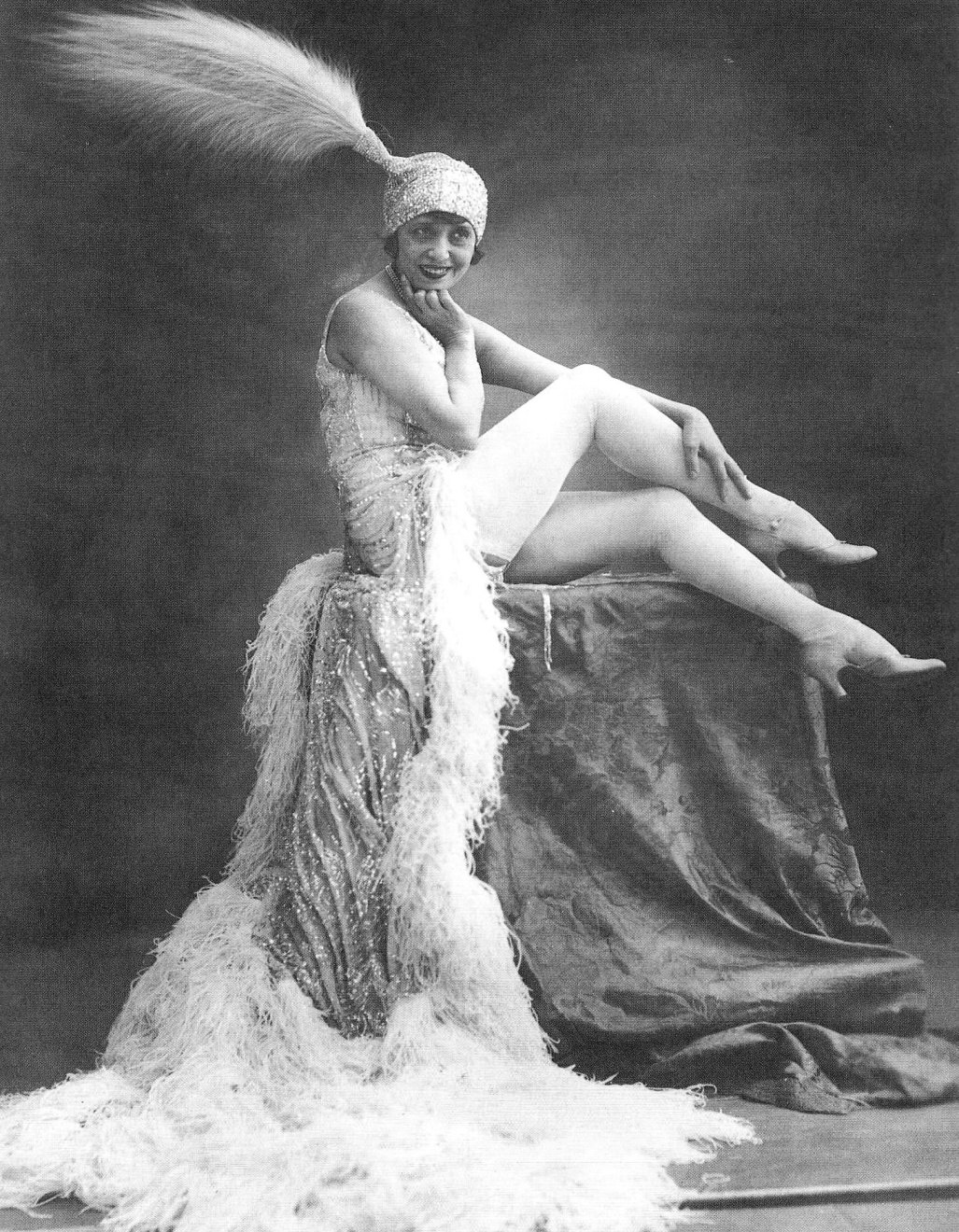
Mistinguett

Vedete(português brasileiro)ou vedeta(português europeu)é a principal artista feminina de um espetáculo derivado do cabaré e suas subcategorias de teatro de revista, vaudeville, music hall ou burlesco. O objetivo da vedete é entreter e cativar o público. A vedete tem que saber cantar, dançar e atuar no palco. Artistas particularmente talentosas são considerados super vedetes ou primeiras vedetes. As vedetes costumam aparecer em trajes chamativos e reveladores ao lado de grupos de dançarinos, mágicos, comediantes, malabaristas ou até mesmo animais performáticos. Vedetes especializadas em burlesco geralmente fazem striptease e também pode se apresentar nua no palco.
No século XX, os espetáculos de vedetes faziam sucesso em cabarés, teatros e boates de países como Espanha, França, Argentina e México. Paris e Las Vegas foram consideradas o principal berço das vedetes.

## Etimologia
Vedette é uma palavra francesa originalmente usada para designar um artista de grande fama e notoriedade. Com o tempo sofreu alterações ao longo dos anos. A partir do início do século XX, passou a ser utilizada para designar as principais artistas femininas dos espetáculos de um cabaré como o burlesco, o vaudeville, o music hall ou a revista. O apogeu da fama e popularidade dessas mulheres coincidiu com vários momentos históricos da liberação sexual do século XX: décadas de 1920, 1940 e 1970.
As vedetes começaram sua popularidade na França no início do século XX. Depois da França, ganharam maior popularidade nos países latinos, tanto na Europa (Espanha) quanto na América do Norte e do Sul, onde causaram furor na vida noturna em momentos diferentes. O termo é pouco usado em países de língua inglesa, embora nos Estados Unidos existam shows de cabaré e burlesco muito populares em Las Vegas, onde é frequentemente confundido com dançarinas. Locais como Le Lido, o Moulin Rouge e o Crazy Horse na França, o Teatro Maipo e o Teatro El Nacional na Argentina e o Teatro de la Ciudad "Esperanza Iris" no México são ou eram famosos por seus shows de vedetes.

## América

### Argentina
Os shows de Revue se popularizaram em Buenos Aires a partir da década de 1920, principalmente no Teatro Maipo. Tita Merello se tornou uma das vedettes mais famosas da época.

### Brasil

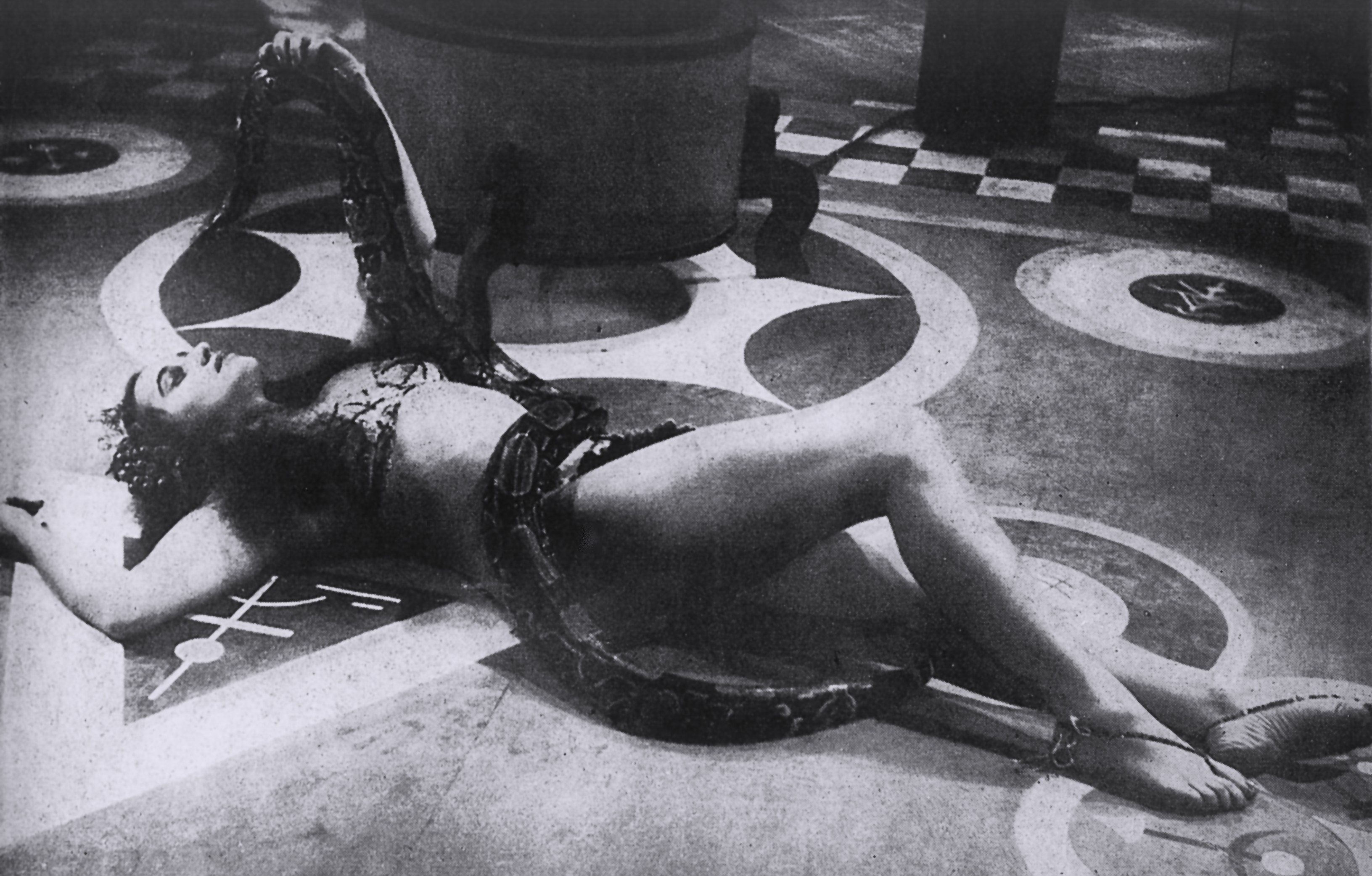
Luz del Fuego 1946

Notáveis vedetes brasileiras foram Luz del Fuego, Elvira Pagã e Virgínia Lane (que ficou famosa por ter sido supostamente amante do presidente brasileiro Getúlio Vargas). Outras também famosas são Mara Rúbia, Suzy King, Marta Jane, Carmem Verônica, Angelita Martinez, Viola Simpson, Marly Marley, Anilza Leoni, Maria Pompeu, Íris Bruzzi,  Rose Rondelli, Renata Fronzi, Wilza Carla e Estherzinha (Esther Tarcitano).

### Estados Unidos
O termo "vedete" não é comumente usado nos Estados Unidos ou em outros países anglo-saxões (chamadas de "showgirls"). Las Vegas é considerada, depois de Paris, o principal palco de shows de revistas e musicais em todo o mundo.
A britânica Lydia Thompson tornou-se a principal dançarina e atriz em burlescos nos palcos londrinos. Ela apresentou o burlesco vitoriano à América com sua trupe "British Blondes", em 1868, com grande aclamação e notoriedade.

## Europa

### França

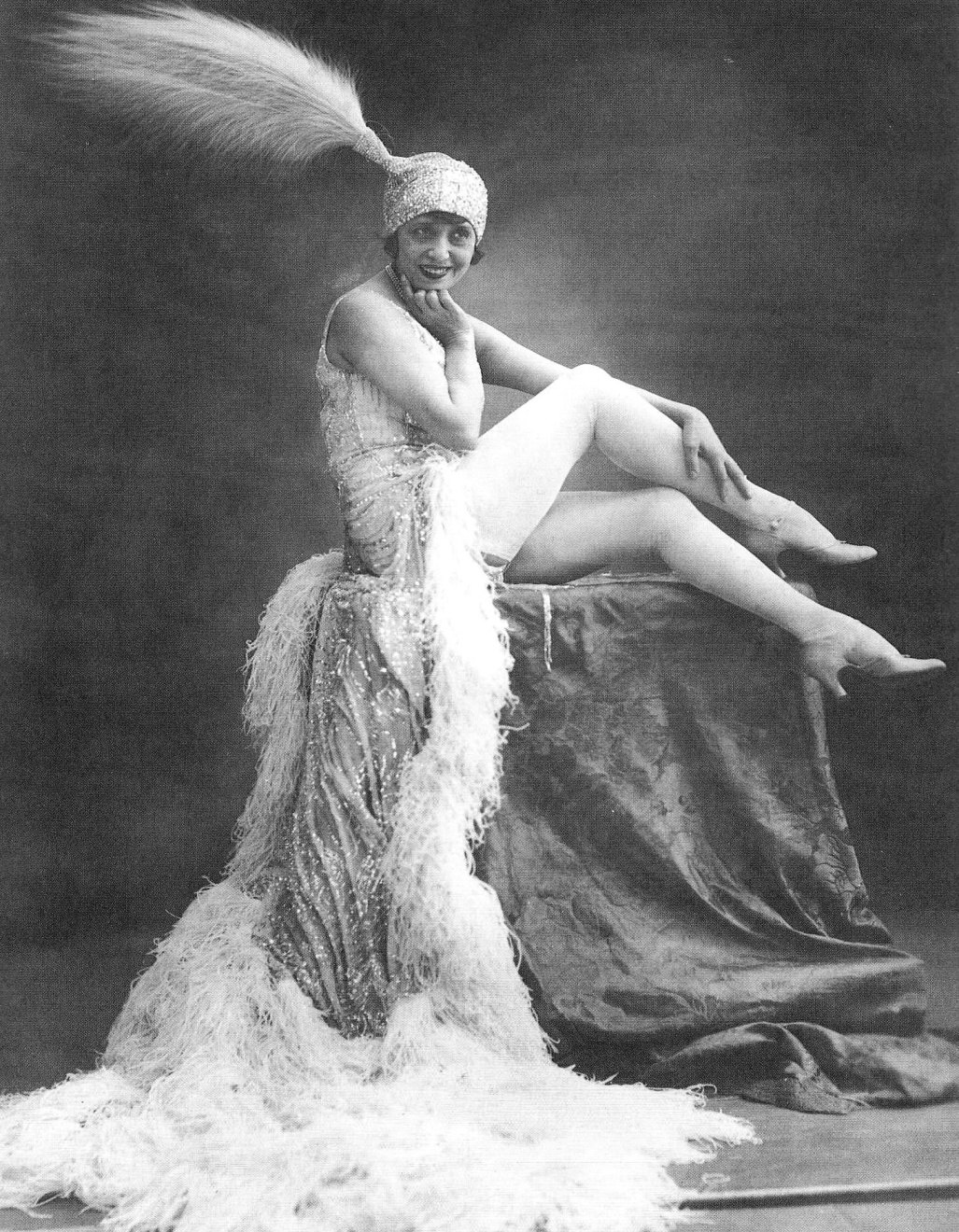
Mistinguett no Moulin Rouge

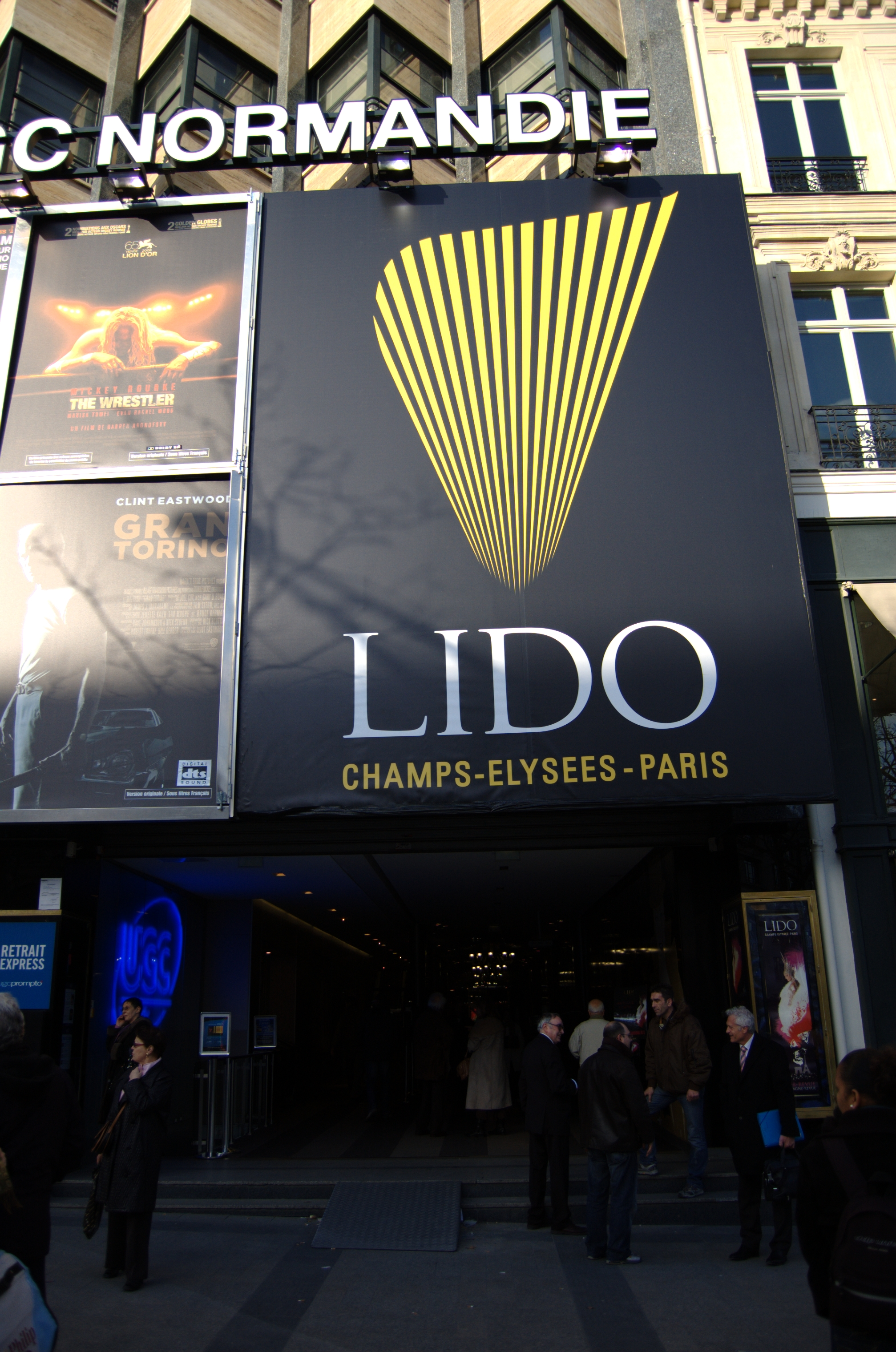
Le Lido de Paris

A França é considerada o berço das vedetas em todo o mundo. Sua capital, Paris, já foi o lar de alguns dos cabarés mais famosos do mundo. Entre eles estão o Moulin Rouge e o Folies Bergère de Paris, pioneiros dos shows noturnos nos quais as vedettes entraram em cena seminuas e fazendo tableau vivant. Outros locais famosos são o Le Lido e o Bataclan, também famosos por seus vaudeville e revistas musicais. Em tempos mais recentes, o Crazy Horse também se tornou um cabaré notável.
As famosas vedetas francesas incluíam as "Três Graças" da Belle Époque: Émilienne d'Alençon, Liane de Pougy e La Bella Otero. A famosa Mistinguett se tornou uma das artistas francesas mais populares de seu tempo enquanto Madame Rasimi é lembrada como a fundadora do Bataclan. Outra figura marcante foi Gina Palerme.
No início do século 20, a romancista Colette também atuou em revista. Outra figura proeminente da época foi a mundialmente famosa espiã holandesa Mata Hari. O lendário Cléo de Mérode do Folies Bergère foi outra das grandes estrelas.

### Espanha
Uma das primeiras vedetes que se destacaram na Espanha são La Bella Otero, célebre cortesã radicada na França, uma das personagens mais destacadas da Belle Époque no meio artístico e na galante vida de Paris; Luisa Esteso, famosa atriz comediante; Encarnación Fernández, que teve grande parte de sua carreira na Argentina. Celia Gámez (de origem argentina), uma das estrelas mais populares da Espanha na primeira metade do século XX, e que deve muito do esplendor das Revues; Paquita Garzón; Rosario Guerrero (denominado "O Belo Guerrero"); Rosita Rodrigo; Tina de Jarque,  Rosario Soler "La Patita", Paquita Escribano, Carmen Tórtola Valencia, especialista em danças orientais e pioneira da libertação feminina,  e as irmãs Laura e Victoria Pinillos.

## Cinema
- A Grande Vedete é um filme de 1958, estrelado por Dercy Gonçalves, onde a atriz representa uma vedete que é rejeitada para grandes papéis, apesar de ainda gozar do apreço do público.